# 黃成峻
黃成峻（1978年6月21日—），臺灣政治人物，桃園市人，公共管理碩士。曾為台灣民眾黨桃園市黨部主任委員，現為民眾黨組織發展部主任、代理副秘書長。

## 生平
雲找茶、鉑羽文創有限公司、八加一健身中心創辦人。
2018年以無黨籍身分參選桃園市桃園區議員，最後落選，期間競選看板被對手覆蓋。
之後加入台灣民眾黨，擔任立法委員蔡壁如桃園區服務處主任。
2022年以民眾黨身分參選桃園市桃園區議員，期間與民眾黨桃園市中壢區議員候選人林昭印聯合競選，最後雙雙落選。
2023年初接任民眾黨桃園市黨部主任委員。主張民眾黨地方選舉應加強陸戰，定期辦理活動。推動讓時任立委賴香伶、桃園市黨部發言人馬治薇及李慕妍投入2024年立委選舉。
2023年支持馬治薇參選立委，被民眾黨中央委員會擋下，未獲提名。而後馬治薇後因涉犯違反「反滲透法」被桃園檢調聲押。
2024年2月21日因桃園助選成果顯著（總統票30.61%、立委不分區政黨票25.32%），接任民眾黨組織發展部主任。然而被爆用人有染黑、染紅疑慮，引發黨內疑慮，但最終中央委員會仍通過人事案，但設有3個月觀察期及淘汰機制。
2025年2月19日，黃成峻兼任民眾黨代理副秘書長職務。

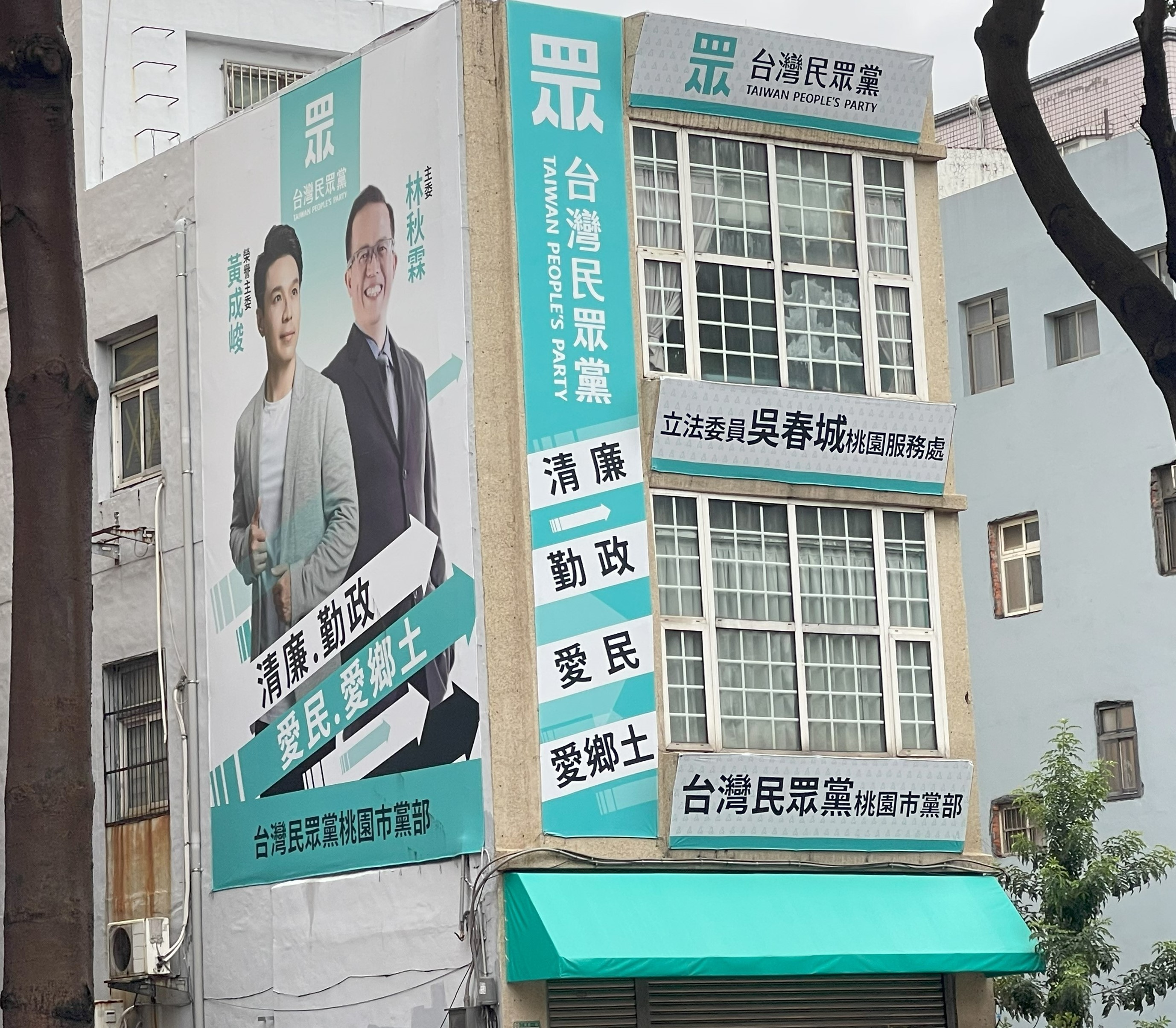
台灣民眾黨桃園市黨部，黃成峻為榮譽主委，鄰近桃園市土地公文化館、桃園國民運動中心。

## 選舉紀錄
| 年度 | 選舉屆數             | 選舉區           | 所屬政黨   | 得票數 | 得票率 | 當選標記 | 備註 |
| ---- | -------------------- | ---------------- | ---------- | ------ | ------ | -------- | ---- |
| 2018 | 第二屆桃園市議員選舉 | 桃園市第一選舉區 | 無黨籍     | 4,100  | 2.16%  |          |      |
| 2022 | 第三屆桃園市議員選舉 | 桃園市第一選舉區 | 臺灣民眾黨 | 5,503  | 2.66%  |          |      |

## 外部連結
- 黃成峻的Facebook專頁
- 黃成峻的Instagram帳戶